# Luc-sur-Mer
Luc-sur-Mer is een gemeente in het Franse departement Calvados (regio Normandië). De plaats maakt deel uit van het arrondissement Caen. Luc-sur-Mer telde op 1 januari 2022 3.295 inwoners.

## Geografie
De oppervlakte van Luc-sur-Mer bedroeg op 1 januari 2022 3,64 vierkante kilometer; de bevolkingsdichtheid was toen 905,2 inwoners per km².
De onderstaande kaart toont de ligging van Luc-sur-Mer met de belangrijkste infrastructuur en aangrenzende gemeenten.

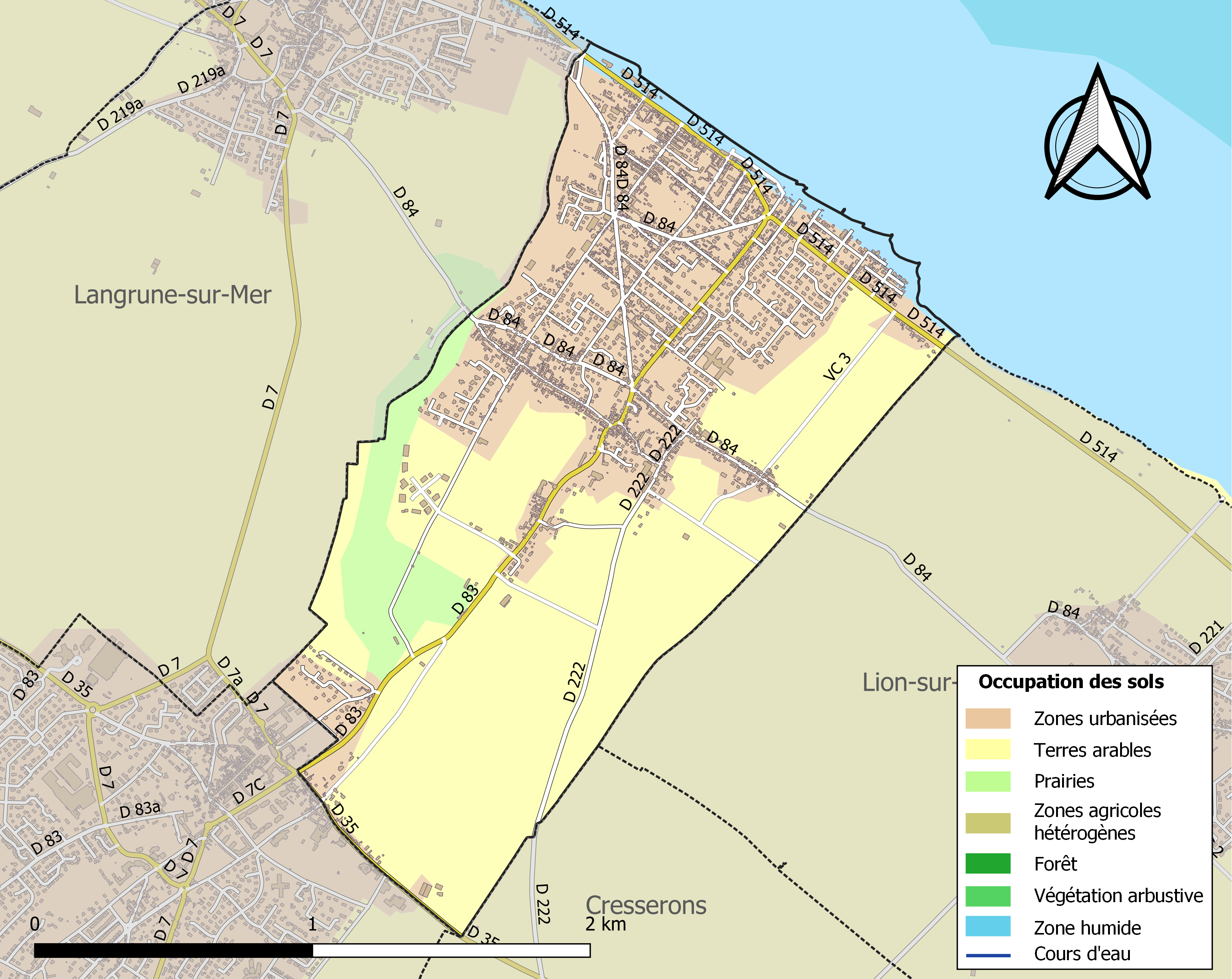

## Verkeer en vervoer
In de gemeente ligt het gesloten spoorwegstation Luc-sur-Mer.

## Demografie
Onderstaande figuur toont het verloop van het inwonertal (bron: INSEE-tellingen).
Vanwege een beveiligingsprobleem met de MediaWiki Graph-software is het momenteel niet mogelijk deze grafiek weer te geven. Zodra de software is bijgewerkt zal de grafiek vanzelf weer zichtbaar worden.